# Microsoft Cognitive Toolkit
Microsoft Cognitive Toolkit, anteriormente conocido como CNTK. Es un framework de aprendizaje profundo en desuso desarrollado por Microsoft Research. Describe las redes neuronales como una serie de pasos computacionales a través de un gráfico dirigido.